# リブ (インド神話)
リブ（Rbhu, 梵: ऋभु）とはインド神話に登場する三柱の神である。リーダー格であるリブクシャン（Rbhuksan）、ヴァージャ（Vaja）、ヴィヴヴァン（Vibhuvan）からなる。スヴァンダン（「好弓士」）という親に生まれた三兄弟である。『リグ・ヴェーダ』には彼らへの讃歌が十一篇収められている。スヴァンダンについての記述は乏しいが、子供達の勤労により夫婦ともども若返ったとされている。
彼らはその卓越した技能から天界に達し神となった名工であり、他の神々にその作品を提供した。ものを作ることで彼らは神々に近づき、ソーマ祭に参加する資格を得た。太陽神サヴィトリと深い関わりを持ち、年末の十二日間、彼らがサヴィトリの住居で眠ると大地は豊かになり、水が溢れるとされている。

## 制作物
- 世界を周回する車（アシュヴィン双神に）
- 二頭の栗毛の馬（インドラに）
- 牝牛ヴィシュヴァ・ルーパー（ブリハス・パティに）

この他、ヴィシュヴァカルマンの作った杯を四つに作り変えた。これを認めたヴィシュヴァカルマンは女神達の間に身を隠したとされる。